# Као и обично
„Као и обично” је југословенски кратки филм први пут приказан 16. септембра 1952. године. Режирао га је Божидар Ранчић а сценарио су написали Ненад Јовичић и Божидар Ранчић.

## Улоге
| Глумац        | Улога        |
| ------------- | ------------ |
| Миња Николић  |              |
| Јован Ранчић  |              |
| Јанез Врховец | Пробни пилот |